# Шуляк Микола Вікторович
Мико́ла Ві́кторович Шуля́к (нар. 28 вересня 1977, Київ) — український оперний співак (тенор), заслужений артист України — 2008.

## Короткий життєпис
Закінчив 1996 року національну академію ім. Чайковського. Виступає в національній опері України — клас Володимира Тимохіна, доцентів Е. О. Акритової та Ільїна А. М.
З 1996 року — соліст Національної опери України. 

## Серед партій
- Неморіно з опери Гаетано Доніцетті «Любовний напій»-Nemorino, ROSSINI- Граф Альмавіва-''Il Barbiere di Seviglia'', Принц Раміро-''La Cenerentola'',MOZART'' Requiem''and Don Ottavio''Don Giovanni'',Thaikovskiy- Водемон''Iolanta'',LENSKIY-''Euvgeniy Onegin''
- Romeo з опери Шарля Гуно «Ромео і Джульєтта», Фауст-Gounod.VERDI-Ріккардо, Альфред, Герцог Мантуанський.PUCCINI- Де Гріе ''Manon Lescaut'', Рудольф''La Boheme'', Пінкертон ''Madam Batterflay'', Понг''Turandot''. Принц-Love of Three Oranges, Prokofiev-''War and Peace''.ЛЕОНТОВИЧ-''Русалчин Великдень''опера-ораторія, Вериківський''Гайдамаки'',Ревуцький''Хустина'',укр.нар.пісні, canzoni napoletani, Lied, romances та інші…

Записувався на радіо і телебаченні. Неодноразово виступав із сольними концертами.

## Відзнаки та досягнення
- Лауреат Міжнародного конкурсу вокалістів ім. Еми Дестінової, 3-я премія, Чехія, 1996.
- міжнародного конкурсу вокалістів — Угорщина, 2000,best ROMEO in ROMEO et GIULIETTE-Gounod,
- перша премія Міжнародного вокального конкурсу ім. І. Алчевського, Україна, 2001, володар Золотоі медалі,
- фіналіст «Світового оперного змагання Пласідо Домінго», Вашингтон, 2001,
- премія Міжнародного конкурсу вокалістів ім. Б. Гмирі, Київ, 2004,
- лауреат другого Міжнародного оперного фестивалю, Ташкент за роль Герцога в опері RIGOLETTO